# Rixa watsoni
Rixa watsoni is een slakkensoort uit de familie van de Fissurellidae. De wetenschappelijke naam van de soort is voor het eerst geldig gepubliceerd in 1894 door Henn & Brazier.